# Fred Schaub
Fred Schaub (* 28. August 1960 in Fulda; † 22. April 2003 ebenda) war ein deutscher Fußballspieler.
Schaub kam 1976 vom SV Neuhof zu Eintracht Frankfurt, in der Saison 1978/79 war Schaub als Mittelstürmer Stammspieler der A-Junioren-Nationalmannschaft des DFB. Am 13. Januar 1979 debütierte Schaub auch in der Bundesligamannschaft der Frankfurter, bis zum Saisonende kam er auf zehn Einsätze und erzielte zwei Tore. In der folgenden Saison gelangen ihm lediglich sechs Einsätze in der Bundesliga. Im UEFA-Pokal-Finale 1980 standen sich Eintracht Frankfurt und Borussia Mönchengladbach gegenüber. Die Mönchengladbacher hatten das Hinspiel mit 3:2 gewonnen, im Frankfurter Rückspiel wurde Fred Schaub in der 77. Minute für Norbert Nachtweih eingewechselt und erzielte in der 81. Minute das einzige Tor im Spiel. Durch die Auswärtstorregelung gewannen die Frankfurter den UEFA-Pokal.
Trotz seines Images als Pokal-Held konnte sich Schaub auch in der nächsten Saison nicht als Stammspieler durchsetzen, nach 21 Bundesligaspielen und drei Toren wechselte er während der Saison 1980/81 zur SpVgg Fürth in die 2. Bundesliga. Dort kam er in zweieinhalb Jahren auf 85 Zweitligaspiele, in denen er 36 Treffer erzielte. Nach dieser erfolgreichen Zeit versuchte Schaub in der Saison 1983/84 erneut den Durchbruch in der Bundesliga, doch nach nur fünf Spielen für Borussia Dortmund kehrte er in die 2. Liga zurück und stürmte für Hannover 96. In der Saison 1984/85 gelang den Hannoveranern der Aufstieg und Schaub bildete in der Saison 1985/86 den Erstligasturm der Hannoveraner zusammen mit Siegfried Reich und Michael Gue. Schaub erzielte in 31 Spielen neun Treffer, Reich und Gue gelangen je acht Treffer. Trotzdem stieg Hannover ab und Schaub wechselte zum SC Freiburg, der ebenfalls in der 2. Liga spielte. Dort blieb Schaub zwei Jahre Stammspieler, bevor er nach 58 Erstligaspielen mit 13 Toren und 208 Zweitligaspielen mit 67 Treffern nach Österreich wechselte. Dort spielte er für den FC Admira Wacker, den VfB Mödling, den Favoritner AC und den USC Wampersdorf und blieb auch nach dem Karriereende in Österreich.
Schaub war Nachwuchstrainer beim VfB Admira Wacker Mödling, als er am 22. April 2003 bei einem Autounfall auf der A 7 in der Nähe von Fulda starb. Sein damals achtjähriger Sohn Louis, der später österreichischer Fußballnationalspieler wurde, überlebte verletzt. Ein weiterer Sohn ist Fabian Schaub, der von 2008 bis 2024 bei Buchonia Flieden Fußball spielte.